# آبشار هاواسو
آبشار هاواسو (به انگلیسی: Havasu Falls) آبشاری است که در آریزونا واقع شده و ارتفاع کلی ریزشگاه آن ۳۷ متر است.